# Thaumalea appendiculata
Thaumalea appendiculata är en tvåvingeart som beskrevs av Wagner 1987. Thaumalea appendiculata ingår i släktet Thaumalea och familjen mätarmyggor. Inga underarter finns listade i Catalogue of Life.